# Brassavola flagellaris
Brassavola flagellaris Barb.Rodr. 1881 es una   especie de orquídeas epífita, a veces litófita del género Brassavola. Se encuentra en el este de Brasil ciertas partes de Paraguay y Colombia donde por las noches llena el aire con las fragancias de su perfume parecido a los cítricos.

## Distribución y hábitat
Las especies de este género son epífitas y se encuentra en las tierras  del Este de  Brasil en Minas Gerais y Paraná y hallado recientemente en el Departamento de Misiones Paraguay .

## Descripción
Estas especies tienen  color blanco en sus flores en racimos que pueden ser erectos o péndulos.

La mayoría son epífitas, pero unas pocas son  litófitas. Están muy próximas a Cattleya con las que solo tienen de diferencia el número de polinia.  Los tallos son robustos y cilíndricos.

Los pseudobulbos de unos 6 a 30 cm de longitud, son estrechos con forma de lapiceros, y están claramente separados.

Presenta un tallo robusto, alargado, con 4 o 5 nódulos  que lleva una sola hoja alargada surcada de nerviaciones y terminada en pico. La inflorescencia es una sola o en racimo  de 2 a 15 flores con unos sépalos y pétalos largos y estrechos de color verde-oliva claro. Tienen la parte superior del labelo que abraza una parte de la columna. Labelo de color blanco y ancho, en la parte superior cerca de la columna presenta coloración amarillo-verdosa. Las flores está sujetas a la rama de la inflorescencia por tallo largo.

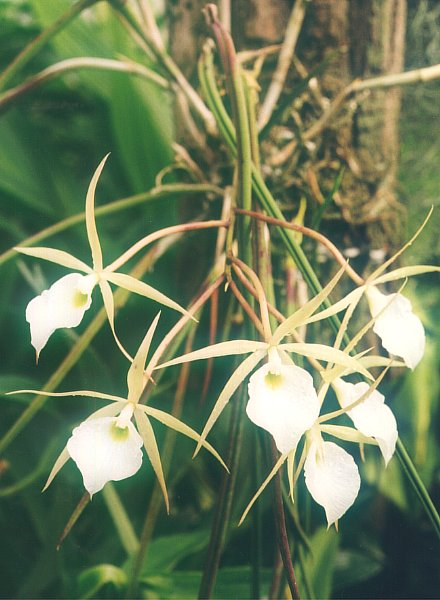
Brassavola flagellaris,
planta.

Florecen en primavera, verano u otoño.

Los miembros de esta especie se crían fácilmente en cultivo y son resistentes a las sequías. Se pueden situar en placas, por lo que sus raíces pueden recibir corrientes de aire y aguantar ciclos de humedad o sequía.

Las especies de Brassavola se hibridan fácilmente con especies dentro del género y con otros géneros próximos, tal como Cattleya, Laelia,  Bletia,  Rhyncholaelia, y  Sophronitis. La mayoría de las orquídeas híbridas pertenecen a esta categoría p.e. × Sophrolaeliocattleya, × Brassolaeliocattleya y un gran número de otras variaciones.

## Taxonomía
Brassavola flagellaris fue descrita por João Barbosa Rodrigues y publicado en The Genera and Species of Orchidaceous Plants 2: 161. 1881.
Etimología
El género Brassavola tiene el nombre en honor de Antonio Musa Brassavola, médico y hombre de la nobleza veneciana.
El nombre de "flagellaris" se lo debe a sus hoja alargadas. Se la denomina "La Brassavola de hojas de látigo".

En Brasil de nombre común: "Munida de chicote" = "látigo" o "fusta".